# Terateleotris aspro
Terateleotris aspro är en fiskart som först beskrevs av Kottelat, 1998.  Terateleotris aspro ingår i släktet Terateleotris och familjen Odontobutidae. IUCN kategoriserar arten globalt som starkt hotad. Inga underarter finns listade i Catalogue of Life.